# Kanton Laon-Sud
Der Kanton Laon-Sud war von 1973 bis 2015 ein französischer Wahlkreis im Arrondissement Laon, im Département Aisne und in der Region Picardie; sein Hauptort war Laon. Die landesweiten Änderungen in der Zusammensetzung der Kantone brachten im März 2015 seine Auflösung.

## Gemeinden
| Gemeinde                | Einwohner | Code postal | Code Insee |
| ----------------------- | --------- | ----------- | ---------- |
| Arrancy                 | 50        | 02860       | 02024      |
| Athies-sous-Laon        | 2.132     | 02840       | 02028      |
| Bièvres                 | 76        | 02860       | 02088      |
| Bruyères-et-Montbérault | 1.512     | 02860       | 02128      |
| Chérêt                  | 131       | 02860       | 02177      |
| Chivy-lès-Étouvelles    | 542       | 02000       | 02191      |
| Clacy-et-Thierret       | 304       | 02000       | 02196      |
| Eppes                   | 349       | 02840       | 02282      |
| Étouvelles              | 199       | 02000       | 02294      |
| Festieux                | 509       | 02840       | 02309      |
| Laon                    | 26.265    | 02000       | 02408      |
| Montchâlons             | 65        | 02860       | 02501      |
| Nouvion-le-Vineux       | 169       | 02860       | 02561      |
| Orgeval                 | 66        | 02860       | 02573      |
| Parfondru               | 295       | 02840       | 02587      |
| Ployart-et-Vaurseine    | 27        | 02860       | 02609      |
| Presles-et-Thierny      | 344       | 02860       | 02621      |
| Samoussy                | 376       | 02840       | 02697      |
| Veslud                  | 252       | 02840       | 02791      |
| Vorges                  | 377       | 02860       | 02824      |

1. ↑  Stand: 1999
2. ↑   davon Kanton Laon-Sud: 15.733

## Einwohner
| Bevölkerungsentwicklung | Bevölkerungsentwicklung |
| Jahr                    | Einwohner               |
| ----------------------- | ----------------------- |
| 1990                    | 23.785                  |
| 1999                    | 23.499                  |
| 2006                    | 23.615                  |
| 2011                    | 12.457                  |

## Politik
| Vertreter im conseil général des Départements | Vertreter im conseil général des Départements | Vertreter im conseil général des Départements |
| Amtszeit                                      | Name                                          | Partei                                        |
| --------------------------------------------- | --------------------------------------------- | --------------------------------------------- |
| 2001–2008                                     | René Dosière                                  | PS                                            |
| 2008–2015                                     | Thierry Délerot                               | PS                                            |